# Nagyveleg
Nagyveleg község Fejér vármegyében, a Móri járásban.

## Fekvése
Nagyveleg a Vértes és a Bakony között, a Mórtól 9 kilométerre nyugatra található. Zsáktelepülés, amely közúton csak a 8216-os útból, annak 31+600-as kilométerszelvényénél, Mór külterületén kiágazó, 6,5 kilométer hosszú 82 101-es úton érhető el.

## Története
A település valószínűleg a honfoglalás idején jött létre; a területet Árpád fejedelem saját törzse számára foglalta el, majd az Anonymus által is említett Velek nevű vitéze a szolgálataiért kapott földön létrehozta a róla elnevezett települést. Ez azonban csak feltételezés.
A falu első írásos említése 1230-ból való: ekkor a Csák család birtoka volt.
A későbbi évszázadokból származó okiratok gyakran utalnak rá Velek, Vellek, Velgh, Welg, Welleg, Naghweleg, de legtöbbször Veleg, Velegh néven. Az idők során mindvégig Fejér vármegyéhez tartozott, általában mint a csókakői vár tartozéka. A török háborúk során elnéptelenedett, az 1662. évi összeírás szerint Kis és Nagy Velegh lakatlan volt. 1691-ben I. Lipót a kincstárra szállt csókakői uradalmat minden hozzátartozóival együtt báró Hochburg János fő hadiszállítónak adományozta.
1746-ban evangélikus vallású felvidéki magyarokat és szlovákokat telepítettek ide;  ekkor a falu 87 családból állt, 2/3 részben magyar, 1/3 részt szlovák nyelvezetűek. 1859-ben még 584 magyar és 30 szlovák, 1874-től már csak magyar lakosai voltak.
1848–49-es forradalom és szabadságharcban Nagyveleg  aktív szerepet játszott. A Megyei Bizottmány tagja lett Rajcsányi János evangélikus lelkész és Farkas Ádám bíró is. 67 nemzetőrt adott Veleg, a hősi halottak emléktáblája a templomban látható.

## Közélete

### Polgármesterei
- 1990–1994: Ifj. Szloboda Istvánné (független)[7]
- 1994–1998: Szloboda Istvánné (független)[8]
- 1998–2002: Szloboda Istvánné (független)[9]
- 2002–2006: Szloboda Istvánné (független)[10]
- 2006–2010: Szloboda Istvánné (független)[11]
- 2010–2014: Szloboda Istvánné (független)[12]
- 2014–2019: Szloboda Istvánné (független)[13]
- 2019–2024: Kosárszki József (független)[14]
- 2024– : Kosárszki József (független)[1]

## Népesség
A település népességének változása:
| Lakosok száma | 647  | 657  | 656  | 659  | 611  | 624  | 649  |
|               | 2013 | 2014 | 2015 | 2021 | 2022 | 2023 | 2024 |

A 2011-es népszámlálás során a lakosok 70,5%-a magyarnak, 0,2% cigánynak, 1,1% németnek, 0,6% románnak mondta magát (29,5% nem nyilatkozott; a kettős identitások miatt a végösszeg nagyobb lehet 100%-nál). A vallási megoszlás a következő volt: római katolikus 16,7%, református 2,7%, evangélikus 25,9%, felekezeten kívüli 10% (44,4% nem nyilatkozott).
2022-ben a lakosság 92%-a vallotta magát magyarnak, 1% cigánynak, 0,8% németnek, 0,2% románnak, 2% egyéb, nem hazai nemzetiségűnek (7,7% nem nyilatkozott; a kettős identitások miatt a végösszeg nagyobb lehet 100%-nál). Vallásuk szerint 26,4% volt evangélikus, 16,7% volt római katolikus, 3,4% református, 0,3% görög katolikus, 0,2% egyéb keresztény, 1% egyéb katolikus, 12,3% felekezeten kívüli (39,8% nem válaszolt).

## Látnivalók
- Evangélikus templom
- Római katolikus kápolna
- Tájház